# Arkhyttan
Arkhyttan är en småort i norra delen av Stora Skedvi socken i Säters kommun. Byn har ett sextiotal hushåll och omkring 150 invånare. 